# Pseudomaenas turneri
Pseudomaenas turneri är en fjärilsart som beskrevs av Louis Beethoven Prout 1938. Pseudomaenas turneri ingår i släktet Pseudomaenas och familjen mätare. Inga underarter finns listade.